# 哈姆特拉姆克 (密歇根州)
哈姆特拉姆克（英語：Hamtramck）是一個位於美國密歇根州韋恩縣的城市。

## 人口
根據2020年美國人口普查的數據，哈姆特拉姆克的面積為5.41平方千米，當中陸地面積為5.41平方千米，而水域面積為0.00平方千米。當地共有人口28433人，而人口密度為每平方千米5,256人。